# Tennis Court
Tennis Court è un singolo della cantante neozelandese Lorde, pubblicato il 7 giugno 2013 come secondo estratto dall'album in studio di debutto Pure Heroine. 
Scritto da Lorde e Joel Little e prodotto da quest'ultimo, Tennis Court combina generi come l'indie pop, l'art pop e l'elettropop con elementi downtempo, hip hop e electronic dance music, accostato al suono dei sintetizzatori.  Tennis Court è stato ben accolto dalla critica musicale, che ne ha lodato la produzione e lo stile musicale, ed ha anche ottenuto grande successo in Oceania, dove ha raggiunto il primo posto in Nuova Zelanda e il ventesimo in Australia. Oltre al singolo, in alcuni mercati europei è stato reso disponibile un EP, intitolato appunto Tennis Court EP e contenente l'omonimo brano e altre tre tracce provenienti da The Love Club EP.

## Antefatti e pubblicazione
Lorde è stata notata dall'Universal Music Group dopo che si era esibita nella sua scuola. La cantante ha dunque firmato un contratto con l'UMG all'età di tredici anni e ha cominciato a lavorare con Joel Little, cantautore e produttore. Secondo Little, Lorde ha sviluppato le sue capacità cantautorali con Tennis Court, per il quale ha scritto la melodia e l'intero ritornello:
Il 7 giugno 2013 Tennis Court è stato messo in commercio come secondo singolo da Pure Heroine in Australia e Nuova Zelanda. Lo stesso giorno, l'extended play Tennis Court EP è stato pubblicato digitalmente in alcuni paesi europei e fisicamente come disco in vinile il 22 luglio 2013. Il singolo è stato pubblicato come download digitale in Scandinavia il 12 agosto 2013 e come disco in vinile il 27 agosto 2013 negli Stati Uniti. Lava Records e Republic Records erano pronte per inviare alle stazioni radio rock statunitensi (11 marzo 2014) e a quelle moderne (8 aprile 2014) Tennis Court come terzo singolo nelle radio americane, dopo Royals e Team, ma, all'ultimo, è stato preferito il successore Glory and Gore. Alla fine, le case discografiche hanno deciso di ritirare la pubblicazione di Glory and Glore nelle stazioni radio di musica moderna in favore di Tennis Court, come era previsto inizialmente. Tennis Court ha debuttato nelle stazioni radio US adult contemporary music e US contemporary hit radio rispettivamente il 21 e 22 aprile 2014. Tennis Court è stato pubblicato come singolo radiofonico nel Regno Unito il 12 maggio 2014.

## Composizione
Tennis Court è stato prodotto da Joel Little che l'ha registrato nei suoi Golden Age Studios a Morningside, Auckland. Il brano è stato prodotto usando il software Pro Tools; è una traccia downtempo, hip hop con influenze electronic dance music, indie pop, art pop e elettropop e vede l'utilizzo dei sintetizzatori e delle pulsioni elettroniche nel suo arrangiamento. Tennis Court ha una durata di tre minuti e diciotto secondi. Scritta con la chiave di La minore, ha un moderato tempo con 92 battiti per minuto. L'estensione vocale di Lorde è pari ad un'ottava, dalla nota più bassa G3 a quella più alta G4.
Il testo del brano tratta della recente fama ottenuta dalla cantante e critica l'«alta società». Lorde ha rivelato di aver scritto il brano «dopo aver avuto un assaggio dell'industria musicale ed aver pensato quanto possano essere superficiali le persone» e di trovare la metafora del campo da tennis come «molto bella visivamente», dicendo che dal suo punto di vista era «una specie di simbolo nostalgico» e «qualcosa di familiare e sicuro». Tennis Court si apre con la domanda retorica di Lorde: "Non pensi sia noioso il modo di parlare delle persone?" per poi continuare "si fanno ancora intelligenti con le loro parole, beh, ne sono stufa".

## Accoglienza
Tennis Court è stato accolto positivamente dalla critica socializzata. Siân Rowe di NME ha assegnato all'intero EP un punteggio di sette su dieci, complimentandosi per il suono dell'omonimo brano e per la vocalità potente espressa dalla cantante. Emily Yoshida di Grantland ha definito la traccia come un'«accattivante e inusuale ballata» mentre il giornalista Kyle Jaeger di The Hollywood Reporter ha lodato il testo del brano e anche la sua melodia trascinante. La rivista musicale online OndaRock ha lodato il suono di Tennis Court definito «capace di belle sviate soulstep e di una buona versatilità nell'accompagnamento». Tennis Court è stato considerato uno dei migliori e maggiormente distintivi brani contenuti in Pure Heroine secondo Stephen Thomas Erlewine di AllMusic, Jon Hadusek di Consequence of Sound e Nick Levine di Time Out. In un'intervista a USA Today, il cantautore inglese Elton John ha lodato Tennis Court descrivendola come «una delle più toccanti, belle cose sulla terra».

## Video musicale
Il video musicale ufficiale di Tennis Court è stato diretto da Joel Kefali, con cui Lorde aveva già lavorato per la registrazione del video del precedente singolo, Royals. Il video è stato girato come un one-shot. Lorde appare vestita di nero con i capelli intrecciati e il rossetto scuro. Il video inizia e termina con la sola inquadratura della cantante che non muove le labbra durante il testo del singolo, tranne per la parola "Yeah!" dopo ogni verso e durante il ritornello. L'illuminazione del set compare e scompare durante tutta la durata del video.

## Promozione

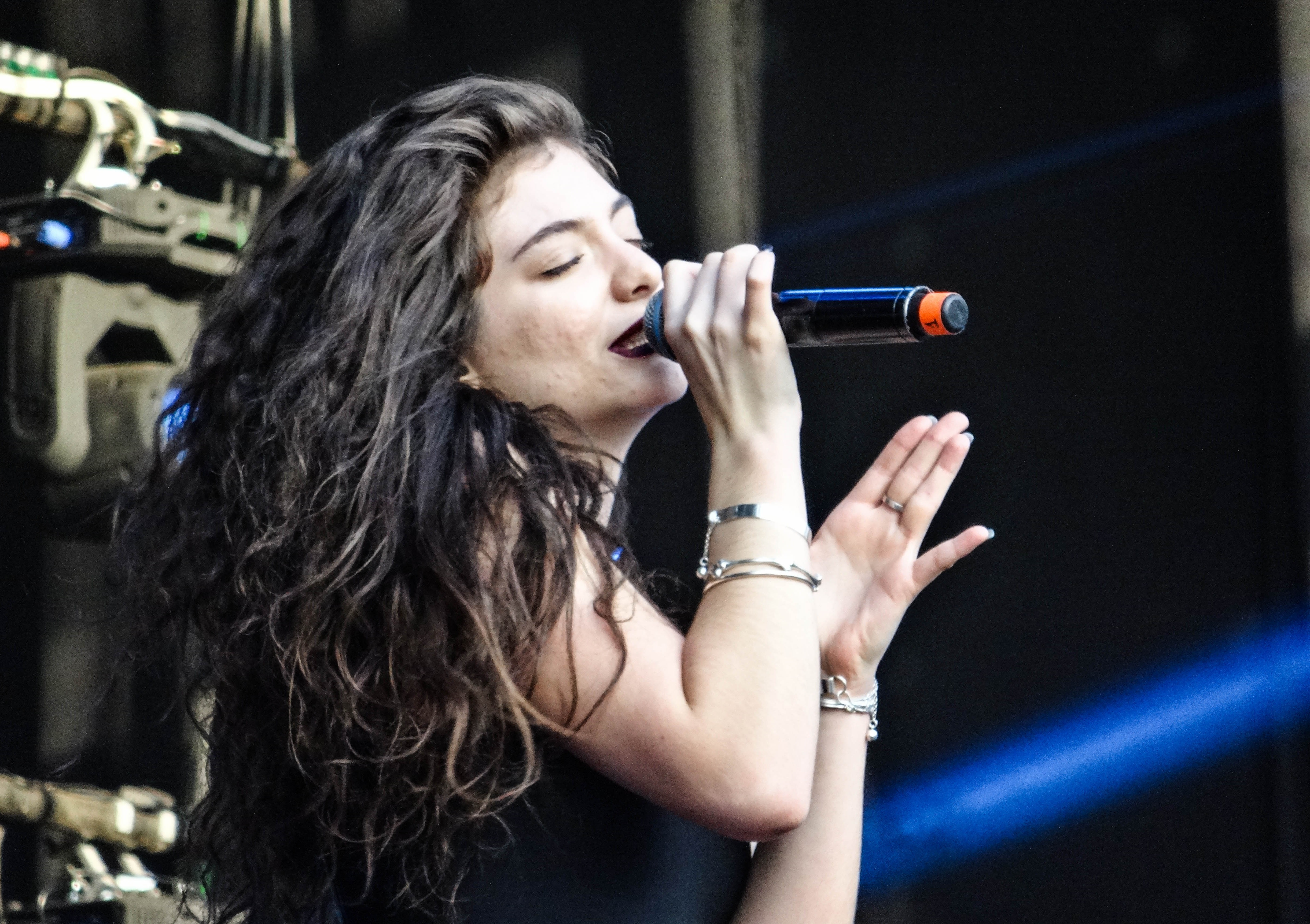
Lorde si esibisce durante il Lollapalooza Chile nel 2014.

Per promuovere Tennis Court, Lorde ha tenuto un concerto a Le Poisson Rouge a New York e ha eseguito la canzone il 6 agosto 2013. Questo è stato il suo primo concerto negli Stati Uniti. Il 24 settembre 2013, Lorde ha cantato il brano al The Fonda Theatre a Los Angeles. Il 3 ottobre 2013, Lorde ha tenuto un concerto al Warsaw Venue (Brooklyn) dove ha eseguito questa canzone ed altre contenute nell'album Pure Heroine. Il 13 novembre 2013, Lorde ha eseguito diversi brani da Pure Heroine durante lo show Live on Letterman per promuovere l'album, incluso Tennis Court. Lorde ha tenuto un concerto a Soho il 19 novembre 2013, dove ha eseguito vari brani dall'album, tra cui Tennis Court. La canzone è stata, inoltre, eseguita da Lorde durante l'evento Almost Acoustic Christmas promosso dalla stazione radiofonica KROQ-FM il 9 dicembre. Lorde ha cantato Tennis Court ai Billboard Music Awards 2014 nel maggio 2014. Il mese successivo, ha eseguito un medley di Tennis Court e Team ai MuchMusic Video Awards 2014. Lorde ha eseguito la canzone durante numerosi festival musicali nel 2014, tra cui il Coachella Valley Music and Arts Festival, il Laneway Festival a Sydney e il Lollapalooza a San Paolo.

## Tracce
Testi e musiche di Ella Yelich-O'Connor e Joel Little, eccetto dove indicato.
7", download digitale e streaming
1. Tennis Court – 3:18
2. Swingin Party – 3:42 (testo: Paul Westerberg)

CD
1. Tennis Court – 3:18
2. White Teeth Teens – 3:36

Tennis Court EP
1. Tennis Court – 3:18
2. Swingin Party – 3:42 (testo: Paul Westerberg)
3. Biting Down – 3:33
4. Bravado – 3:41

## Successo commerciale
Tennis Court ha debuttato al primo posto nella New Zealand Singles Chart durante la settimana del 17 giugno 2013, diventando il secondo singolo della cantante ad aver raggiunto il primo posto nella classifica; Royals è stato il primo. È rimasto in classifica per un totale di ventuno settimane ed è stato certificato triplo disco di platino per avere venduto oltre 45 000 copie. Tennis Court è diventato il diciannovesimo singolo più venduto in Nuova Zelanda nel 2013. In Australia, il brano ha raggiunto il ventesimo posto nella ARIA Singles Chart, rimanendo in classifica per ventidue settimane. È stato certificato tre volte disco di platino dall'Australian Recording Industry Association per avere venduto oltre 210 000 copie.
Negli Stati Uniti, Tennis Court ha raggiunto il 71º posto nella Billboard Hot 100 e ha venduto 355 000 copie sino ad aprile 2014 mentre in Canada è stato certificato disco di platino per gli oltre 80 000 download digitali venduti dalla Canadian Recording Industry Association.

## Classifiche
| Classifica (2013–14) | Posizione massima |
| -------------------- | ----------------- |
| Australia            | 20                |
| Belgio (Fiandre)     | 54                |
| Belgio (Vallonia)    | 78                |
| Canada               | 78                |
| Francia              | 193               |
| Germania             | 83                |
| Nuova Zelanda        | 1                 |
| Regno Unito          | 78                |
| Stati Uniti          | 71                |

### Classifiche di fine anno
| Classifica (2013) | Posizione |
| ----------------- | --------- |
| Australia         | 72        |
| Nuova Zelanda     | 19        |